# Andreas Raelert
Andreas Raelert, né le 11 août 1976 à Rostock, est un triathlète professionnel allemand, vainqueur sur triathlon Ironman et détendeur du record de temps sur cette distance entre 2011 et 2016.

## Biographie

### Carrière en triathlon
Andreas Raelert commence la pratique du sport par la natation en milieu scolaire. Il débute en triathlon en 1992 au sein du club TC FIKO Rostock, détecté par la Fédération allemande de triathlon (DTU), il intègre la sélection nationale en 1993. Performant dans les trois disciplines il obtient son diplôme et intègre en 1996 le groupe de promotion des sports de la Bundeswehr à Mayence, où il reste jusqu'en 2009. En 2009, il participe au championnat du monde d'Ironman à Kona et monte sur la troisième marche du podium. Il devient vice-champion du monde Ironman en 2010 et 2012, il remporte cette même année le championnat d'Europe moyenne distance, il finit également 3e de cette compétition en 2011. Dans le même temps, il est sélectionné dans l'équipe nationale longue distance.
Andreas Raelert est un olympien il a participé aux Jeux olympiques d'été de 2000, pour la première course olympique et prend la 12e place du classement général. Sélectionné de nouveau en 2004 pour les Jeux olympiques d'Athènes, il obtient un diplôme olympique en se hissant à la 6e position. Il est avec Jan Frodeno (2008, 2012) et Maik Petzold (2004, 2012) l'un des trois triathlètes allemands à avoir participé deux fois aux Jeux olympiques. 
En juillet 2011, lors du Challenge Roth il établit le record de temps sur distance Ironman (en 7 h 41 min 33 s, avec 46 min 18 s en natation, 4 h 11 min 43 s en cyclisme et 2 h 40 min 52 s pour le marathon. Ce record est invaincu jusqu'au 17 juillet 2016, date à laquelle il sera battu par le triathlète Jan Frodeno sur le même parcours.
Avec sa deuxième place lors du championnat d'Ironman 2015, Andreas Raelert monte sur son cinquième podium et établit le record pour les triathlètes allemands. Record partagé jusque-là avec son compatriote Thomas Hellriegel.

### Vie privée et professionnelle
Andreas Raelert est le frère aîné de quatre ans de Michael Raelert, triathlète double champion du monde Ironman 70.3 en 2009 et en 2010. En 2005, il commence un cours par correspondance en administration des affaires à l'université de Hagen. Il est élu triathlète de l'année en 2009, 2010 et 2011 par les lecteurs du magazine allemand Triathlon.

## Palmarès

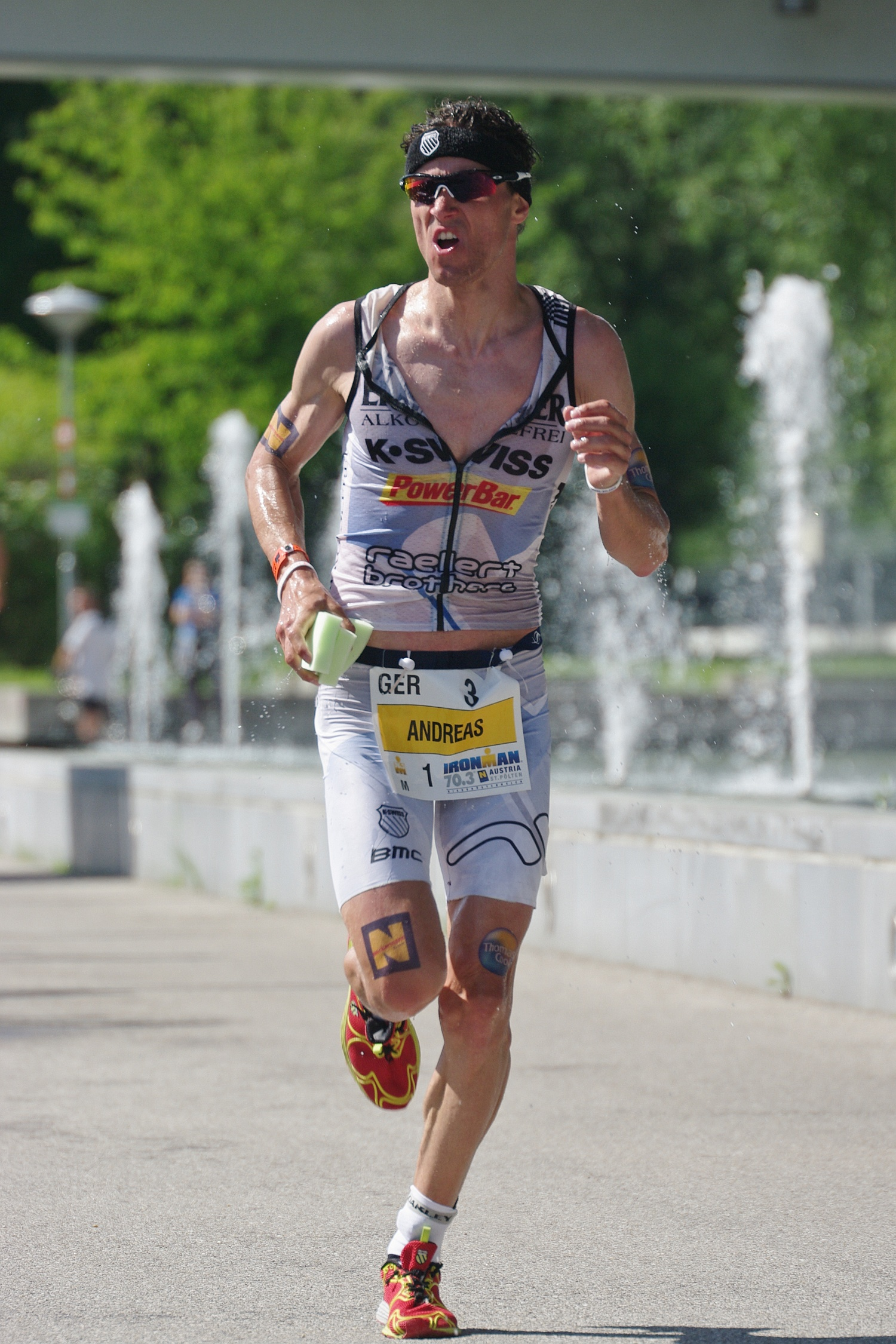
Andreas Raelert en 2012

Le tableau présente les résultats les plus significatifs (podium) obtenus sur le circuit international de triathlon depuis 2008.
| Année | Compétition                                  | Pays        | Position          | Temps           |
| ----- | -------------------------------------------- | ----------- | ----------------- | --------------- |
| 2017  | Ironman 70.3 Édimbourg                       | Royaume-Uni | Médaille d'or     | 3 h 55 min 21 s |
| 2015  | Ironman - Championnat du monde à Kailua-Kona | États-Unis  | Médaille d'argent | 8 h 17 min 43 s |
| 2015  | Ironman 70.3 Wiesbaden                       | Allemagne   | Médaille d'argent | 4 h 5 min 3 s   |
| 2015  | Ironman 70.3 La Nouvelle-Orléans             | États-Unis  |                   | 3 h 46 min 54 s |
| 2014  | Ironman Mont-Tremblant                       | Canada      |                   | 8 h 38 min 31 s |
| 2014  | Ironman 70.3 Majorque                        | Espagne     |                   | 3 h 53 min 49 s |
| 2013  | Ironman Autriche                             | Autriche    |                   | 7 h 59 min 51 s |
| 2013  | Ironman 70.3 La Nouvelle-Orléans             | États-Unis  |                   | 3 h 45 min 54 s |
| 2013  | Ironman 70.3 Majorque                        | Espagne     |                   | 3 h 54 min 43 s |
| 2012  | Ironman - Championnat du monde à Kailua-Kona | États-Unis  |                   | 8 h 23 min 40 s |
| 2012  | Ironman 70.3 Autriche                        | Autriche    |                   | 3 h 55 min 24 s |
| 2011  | Challenge Roth                               | Allemagne   |                   | 7 h 41 min 33 s |
| 2011  | Ironman - Championnat du monde à Kailua-Kona | États-Unis  |                   | 8 h 11 min 7 s  |
| 2011  | Ironman 70.3 Majorque                        | États-Unis  |                   | 3 h 49 min 49 s |
| 2011  | Challenge Kraichgau                          | Allemagne   |                   | 3 h 51 min 5 s  |
| 2010  | Ironman Allemagne                            | Allemagne   |                   | 8 h 5 min 15 s  |
| 2010  | Ironman - Championnat du monde à Kailua-Kona | États-Unis  |                   | 8 h 12 min 17 s |
| 2010  | Ironman 70.3 Autriche                        | Autriche    |                   | 3 h 47 min 29 s |
| 2009  | Ironman - Championnat du monde à Kailua-Kona | États-Unis  |                   | 8 h 24 min 32 s |
| 2008  | Ironman Arizona                              | États-Unis  |                   | 8 h 14 min 16 s |
| 2008  | Championnat du monde Ironman 70.3            | États-Unis  |                   | 3 h 40 min 42 s |
| 2008  | Ironman 70.3 Monaco                          | Monaco      |                   | 4 h 10 min 10 s |